# グリーンドットキャピタル
グリーンドットキャピタルは、シンガポールに本部を置く投資会社。
シンガポール政府の投資公社であるテマセク・ホールディングスが所有している。
投資先はシンガポール・コンピューター・システム（Singapore Computer Systems）や、SNPコープ（SNP Corp.）など、主にソフトウェア開発、ネットワーク、セキュリティ、通信、無線通信で、テクノロジー関連産業のスタートアップに特化している。また、投資国としては主にアジア、アメリカである。
子会社も2社所有しており、インターネットプロバイダーのグリーンドットインターネットサービス（Green Dot Internet Services）、第三者機関を使っての支払いを提供しているグリーンドットペイメントサービス（Green Dot Payment Services）である。